# Ley de superpoderes
Ley de superpoderes (Ley N° 26.124) es el nombre mediático que recibe una modificación de la ley argentina de administración financiera que autoriza al Jefe de Gabinete a tomar medidas que realicen cambios en el presupuesto nacional sin necesidad de tener autorización previa del Congreso. El nombre se debe a que dichas atribuciones le pertenecen al Congreso y le fueron cedidas al poder ejecutivo. 

## Historia
La ley de superpoderes se propuso durante la Crisis de diciembre de 2001 en Argentina, durante el gobierno de Fernando de la Rúa. Por entonces tenía carácter excepcional, pero fue reaprobada en sucesivas ocasiones. 
En el año 2006, durante el gobierno de Néstor Kirchner, se extendió esta facultad de modo permanente. Esto se llevó adelante mediante la modificación del artículo 37 de la ley de administración financiera, que facultó al jefe de Gabinete "a disponer las reestructuraciones presupuestarias que considere necesarias dentro del total aprobado por cada ley de presupuesto".
En 2016, durante el gobierno de Mauricio Macri, se aprobó por ley un límite a los superpoderes, permitiendo reestructurar solo el 5% del presupuesto. Sin embargo, los montos reestructurados entre la sanción de la ley y esa fecha habían estado por debajo del límite estipulado. Entre 2006 y 2013 el promedio de reestructuración anual había sido inferior al 1,8% del monto total.
El límite fue suspendido para el período 2020 mediante el decreto 457/2020 en medio de la pandemia de COVID-19. solo para partidas afectadas a la emergencia sanitaria. 
, promulgado por el presidente Alberto Fernández 

## Críticas
Los superpoderes fueron cuestionados por políticos opositores que consideran que se trataría de una indebida cesión de facultades legislativas en el poder ejecutivo, que podría incluso ser inconstitucional. El propio Rodolfo Terragno, Jefe de Gabinete al momento de proponerse su implementación, se opuso a su aprobación y no tenía intenciones de emplearlos,Néstor Kirchner también fue criticado por conservar la ley de superpoderes.